# 인바스켓
인바스켓(In-Basket Test 또는 In-Basket Exercise)은 기업이나 정부에서 직원을 고용하고 승진시키는 데 사용하는 테스트이다. 시험이 진행되는 동안 구직자는 수많은 우편물, 전화 통화, 문서 및 메모를 받는다. 그런 다음 우선 순위를 설정하고 그에 따라 작업 일정을 구성하고 우편 및 전화에 응답하는 데 제한된 시간이 있다.
또한 "바스켓"(일반적으로 직원의 책상에 보관됨)에 여러 가지 문제가 보관되어 있는 작업에 대해 직원에게 알리는 데 도움이 된다. 작업자는 다른 직원의 불만이 될 수 있는 문제를 살펴보고 동시에 이러한 문제를 처리해야 한다. 직원이 이러한 문제를 해결하면 "아웃바스켓"으로 전송된다.
인바스켓은 일반적으로 관리 인재를 식별하는 데 사용되는 다양한 시뮬레이션 연습 및 테스트를 포함하는 포괄적인 수일의 평가인 평가 센터의 일부인 경우가 많다.
이 테스트는 1950년대에 에듀케이셔널 테스팅 서비스(ETS)의 노먼 O. 프레데릭센(Norman O. Frederiksen)과 동료들에 의해 발명되었다.

## 같이 보기
- 채용
- 구직 면접